# ズデニェク・フィールリンゲル

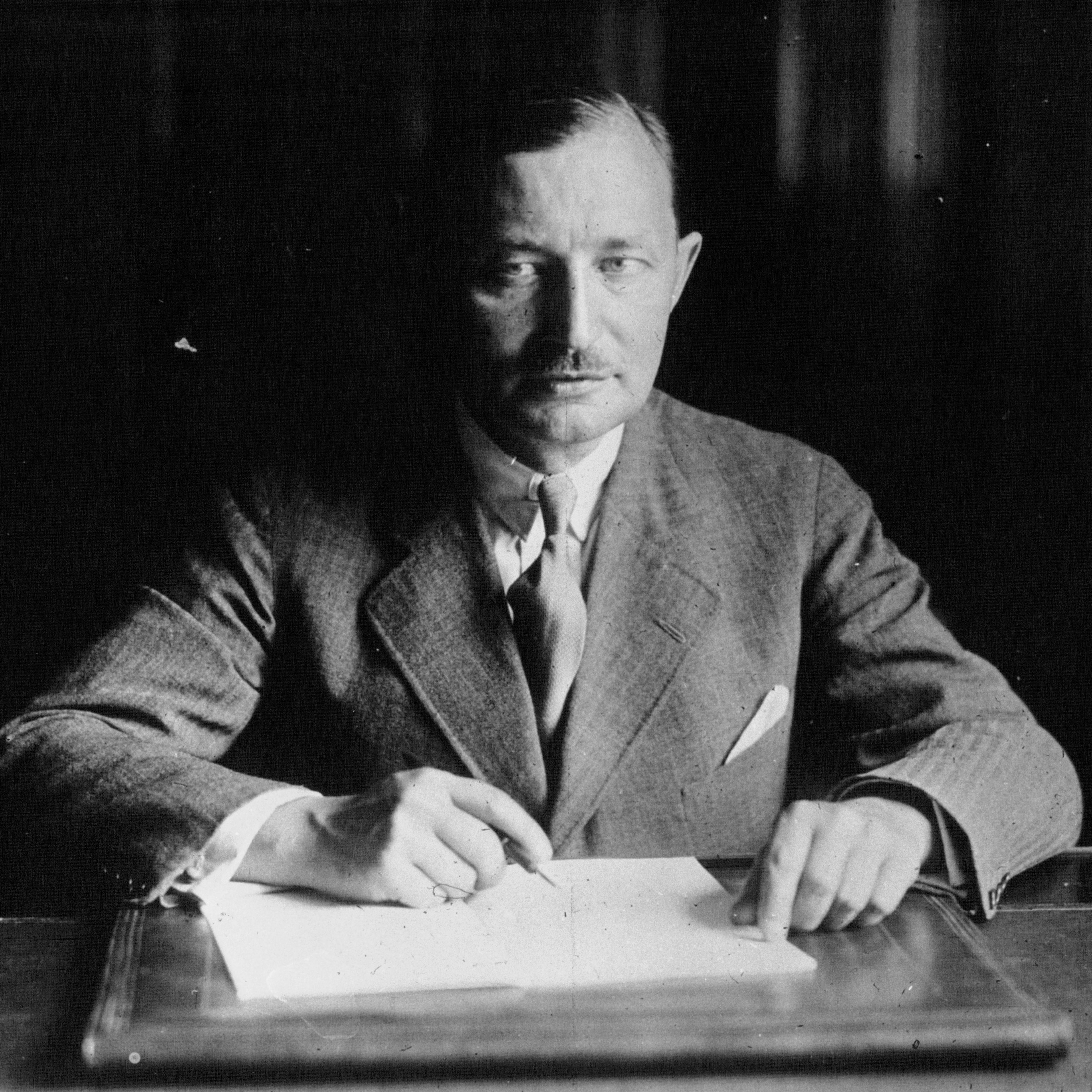
ズデニェク・フィールリンゲル

ズデニェク・フィールリンゲル（Zdeněk Fierlinger、1891年7月11日 - 1976年5月2日）は、チェコスロバキアの政治家、外交官。チェコスロバキア首相（1944-1946）、チェコスロバキア社会民主党党首（1945-1947）。
オロモウツ生まれ。第一次世界大戦中は、チェコスロバキア軍団の一員として従軍した。戦後、外務官として、オランダ、ルーマニア、米国、スイス、オーストリアに駐在した。1924年、社民党に入党した。1937年から駐ソ特命全権公使（のちに大使）を務め、モスクワ亡命中のクレメント・ゴットワルド率いるチェコスロバキア共産党と協力関係を深め、社民党左派の指導者として頭角を現す。
1945年4月にチェコスロバキア亡命政府の首相に就き、1946年の総選挙までその地位にあった。その後、社民党党首となり社共合同を主導した。1948年の共産主義体制成立後には共産党中央委員会委員になり、副首相（1948年 - 1953年）、国民議会議長（1953年 - 1964年）などを歴任した。
1976年、プラハで死去。